# Maja Stenansikte
Maja Stenansikte (norska: Maja Steinansikt) är en norsk familjefilm från 1996, regisserad av Lars Berg, och med May-Thali Magnussen Libermann i huvudrollen som Maja. Filmen bygger på ett originalmanus av Elsa Kvamme.

## Handling
10 år gamla Maja har ett indiantält på takterrassen, åker genom staden på rullskridskor och har lite till övers för cowboyer. Medan hennes mor ligger på sjukhus för att föda och hennes far har lämnat dem för en annan, måste Maja klara sig på egen hand, med lite hjälp från mormor. Maja Stenansikte är hennes indiannamn. Och när hon är indian blir det lättare att vara stark och ordna upp saker och ting. Hon vill försöka att föra föräldrarna samman igen.

## Rollista
- May-Thali Magnussen Libermann ― Maja
- Johannes Joner ― far
- Elsa Lystad ― farmor
- Siri Nilsen ― Silvia
- Pia Borgli ― Kjersti
- Laila Goody ― Birgitte
- Helle Haugen ― mor
- Vanja Riksfjord ― Gloria
- Ricardo Sanchez ― José
- Øyvin Bang Berven ― Porter
- Gro Solemdal ― Silvias mor

## Mottagande
Filmen blev en moderat framgång och sågs av 72 000 personer då den visades på bio i Norge.
Både VG:s och Dagbladets recensenter gav den fem tärningar.
Filmen blev utsedd till bästa film under Barnfilmfestivalen i Köln i Tyskland 1997.